# فردریک توتن
فردریک توتن (انگلیسی: Frederic Tuten؛ زادهٔ ۲ دسامبر ۱۹۳۶) فیلم‌نامه‌نویس، پدیدآور، رمان‌نویس، نویسنده، و روزنامه‌نگار اهل ایالات متحده آمریکا است.
وی همچنین برندهٔ جوایزی همچون کمک‌هزینه گوگنهایم شده‌است.
او پنج رمان نوشته‌است:
- ماجراهای مائو در مارس طولانی (۱۹۷۱)
- تالین: رمانتیک کوتاه (۱۹۸۸)
- تینتین در دنیای جدید: عاشقانه (۱۹۹۳)
- کافه بد وان گوگ (۱۹۹۷)
- ساعت سبز (۲۰۰۲)
- و همچنین یک کتاب از داستان‌های کوتاه مربوط به آن، خود پرتره: تصورات (۲۰۱۰) و مقالات، بسیاری از آنها در مورد هنر معاصر است.